# Czub Taszan
Czub Taszan (perski: چوب تاشان) – wieś w zachodnim Iranie, w ostanie Kermanszah. W 2006 roku miejscowość liczyła 161 mieszkańców w 38 rodzinach.